# Долгое (Полтавская область)
Долгое (укр. Довге) — село,
Высоковакуловский сельский совет,
Козельщинский район,
Полтавская область,
Украина.
Код КОАТУУ — 5322081202. Население по переписи 2001 года составляло 157 человек.

## Географическое положение
Село Долгое находится на краю большого болота урочище Проценково,
примыкает к селу Марьяновка.

## Экономика
- Свинотоварная ферма.